# Игор Смирнов
Игор Николаевич Смирнов (на руски: Игорь Николаевич Смирнов) е първи президент на самопровъзгласилата се и непризната Приднестровска молдовска република от 1992 до 2011 г.

## Биография
По професия стругар, по-късно Смирнов следва в Строителния институт в Одеса. След като завършва образованието си в Одеса, се завръща в Русия. В края на 1980-те години се преселва в Молдова и става директор на голямото предприятие „Електромаш“ в гр. Тираспол.
След рухването на СССР се стига до конфликт в рамките на бившата Молдавска ССР между говорещото румънски език мнозинство и славянското (предимно руско и украинско) малцинство, наречен Приднестровски конфликт. По онова време съществува силна тенденция в молдовското общество за обединение с Република Румъния.
Заедно със свои съмишленици Смирнов създава през 1990 г. т.нар. Приднестровска съветска социалистическа република, известна по-късно като Приднестровска молдовска република. От декември 1992 г. Смирнов е първият президент на Приднестровската република.